# Wellington Rocha
Wellington Rocha (São Paulo, 1990. október 4. –) kelet-timori válogatott labdarúgó.

## Nemzeti válogatott
A kelet-timori válogatottban 4 mérkőzést játszott.

## Statisztika
| Kelet-timori válogatott | Kelet-timori válogatott | Kelet-timori válogatott |
| Időszak                 | Mérk.                   | gól                     |
| ----------------------- | ----------------------- | ----------------------- |
| 2012                    | 4                       | 0                       |
| Összesen                | 4                       | 0                       |